# Михайлов, Роман Валерьевич
Рома́н Вале́рьевич Миха́йлов (род. 2 октября 1978, Рига, Латвийская ССР) — российский математик, писатель, а также сценарист, театральный режиссёр

 и кинорежиссёр

. Доктор физико-математических наук, профессор Российской академии наук, лауреат медали РАН для молодых ученых, лауреат премии Московского математического общества и стипендии фон Неймана в Принстоне, автор более 60 научных работ и монографии. Специалист по гомологической алгебре, гомотопической топологии и теории групп. Приглашённый докладчик Европейского математического конгресса (2016) и Международного конгресса математиков (2022). Лауреат премии Андрея Белого и различных кинопремий.

## Биография
В 2001 году окончил механико-математический факультет Московского государственного университета. В 2003 году в Математическом институте имени В. А. Стеклова защитил кандидатскую диссертацию на тему «Фильтрации групп, гомологий и пространств зацеплений», в 2004 году стал сотрудником отдела алгебры института. В 2010 году защитил докторскую диссертацию на тему «Гомотопическая теория нормальных рядов в группах».
Также был сотрудником лаборатории «Современная алгебра и приложения» математико-механического факультета Санкт-Петербургского государственного университета, Института перспективных исследований, института химической физики Латвийского университета.

## Научная деятельность
В область научных интересов Михайлова входят гомологическая и гомотопическая алгебра, {\displaystyle K}-теория, теория групп и групповых колец, теория категорий. Он является автором решений ряда проблем алгебры, долгое время считавшихся открытыми, в частности, проблем Боусфилда, Баумслага, Левина, Плоткина.
Совместно с Л. Бартолди решил «проблему размерных подгрупп», стоявшую открытой более 80 лет, а именно, показал, что в размерных факторах групп могут содержаться любые конечные абелевы группы в виде подгрупп. Доказательство результата опирается на теорию гомотопических групп сфер.
Работа Р. Михайлова и Л. Бартольди признана одной из лучших работ, опубликованных Лондонским Математическим Обществом в 2020—2023 годах.
Р. Михайлов ввёл ряд понятий, относящихся к теории групп, топологии и гомологической алгебры, таких как «гомотопические паттерны», «раздутия паттернов», «fr-язык», «FR-язык», «трансфинитная парасвободность», «когомологическая согласованность идеалов», «метабелевы телескопы» и другие. В докладе на Международном конгрессе математиков им была представлена программа реализации гомотопических паттернов в теории групп и показано, как входящие в неё подходы позволяют решать некоторые проблемы теории групповых колец.
Является автором более 60 научных работ, в том числе монографии и серии статей совместно с Индером Пасси.
В 2022 году Михайлов объявил о завершении научной деятельности.

## Оценки творчества
Прозу Михайлова высоко оценили писатель Михаил Елизаров и философ Йоэль Регев. Редактор журнала «Коммерсантъ» назвал роман Михайлова «Равинагар» «скорее магическим объектом, чем художественным произведением». В 2020 году цитаты из его книг послужили названием и эпиграфом Второй триеннале современного российского искусства. Спектакль «Сказка про последнего ангела», поставленный Андреем Могучим по рассказам Михайлова, получил в 2021 году премию «Золотая маска».
В 2021 году стал лауреатом премии Андрея Белого в номинации «проза» за роман «Дождись лета и посмотри, что будет».

## Кинорежиссура
В октябре 2022 года в прокат вышел режиссёрский кинодебют Михайлова — фильм «Сказка для старых», который Роман снял совместно с актёром Фёдором Лавровым; оба они сыграли в фильме главные роли. Впервые картина была показана в рамках фестиваля «Дух огня», где получила приз. По словам Михайлова, «Сказка для старых» — «эзотерический трактат или просто волшебная сказка». Второй фильм Михайлова «Снег, сестра и росомаха» вышел в кинотеатрах феврале 2023 года, третий «Наследие» — в июне того же года. Почти одновременно были закончены съёмки ещё одной картины «Отпуск в октябре». В результате в 2023 году на экраны вышло четыре фильма Михайлова (также «Поедем с тобой в Макао»), в 2024 году — два («Надо снимать фильмы о любви» и «Жар-птица», оба фильма снимались в Индии с одним составом актёров).
Кинокритик Василий Корецкий, высоко оценивший независимый кинематограф Михайлова, по итогам знакомства с его четырьмя первыми фильмами заключает, что «Михайлов — это контрафактный Мэмет, Ноэ, Линч и Ари Астер одновременно», при этом для нашего времени он может стать тем же, кем стал Сергей Соловьёв для позднего СССР и перестройки — «человеком-магнитом, собирающим правильных персонажей в фантасмагорические узоры, и вместе с тем идеальным фиксатором странного духа времени и его лиц». Кинокритик Евгений Ткачёв назвал Михайлова первым по-настоящему культовым автором российского кино после Алексея Балабанова.
В 2024 году Михайлов завершил работу над первым многосерийным фильмом, сериалом «Путешествие на солнце и обратно», основанном на его книге «Дождись лета и посмотри, что будет», — истории взросления и любви, которая разворачивается на фоне бандитских 90-х.

## Общественная позиция
С декабря 2020 года находится в базе украинского сайта «Миротворец» из-за посещения в 2016 году ДНР и ЛНР.

## Театр и кино

### Театральные постановки по текстам Р. Михайлова
- 1996 — «Ящик загадок»[32]
- 1998 — «Превращение личности в сущность»[32]
- 2008 — «Золотая уточка»
- 2009 — «Волшебное животное»[32]
- 2011 — «Герой IN», театр «Morph». Постановка Сергея Хомченкова.
- 2012 — «Рыба», театр «Morph». Постановка Сергея Хомченкова.
- 2012 — «Мыши-мутанты. Красные люди. Восстание», театр «Morph». Постановка Сергея Хомченкова.
- 2012 — «Самолёты», театр «Morph». Постановка Сергея Хомченкова.
- 2012 — «Сны моего отца», театр «Morph». Постановка Сергея Столбова, Романа Михайлова и Сергея Хомченкова.
- 2013 — «Война», театр «Morph». Постановка Сергея Хомченкова.
- 2013 — «Дождь», театр «Morph». Постановка Романа Михайлова.
- 2013 — «Капитализм и шизофрения», театр «Morph». Постановка Сергея Хомченкова (по мотивам одноимённого трактата Жиля Делёза и Феликса Гваттари).
- 2013 — «Иерусалим», театр «Morph». Постановка Сергея Хомченкова.
- 2013 — «Капитализм и шизофрения. Esoteric version», театр «Morph». Постановка Сергея Хомченкова (по мотивам одноимённого трактата Жиля Делёза и Феликса Гваттари).
- 2014 — «Дождь. Hardcore version», театр «Morph». Постановка Романа Михайлова и Сергея Хомченкова.
- 2014 — «Генерал Светлячок», театр «Morph». Постановка Романа Михайлова, Сергей Хомченкова и Эдуардуса Богдановса.
- 2014 — «Мыши-мутанты», театр «Morph». Постановка Сергея Хомченкова и Романа Михайлова.
- 2014 — «Сны моего отца. Новая версия», театр «Morph». Постановка Сергея Столбова, Романа Михайлова и Сергея Хомченкова.
- 2015 — «Рассвет. Начало», театр «Morph». Постановка Сергея Хомченкова и Романа Михайлова.
- 2015 — «Генерал Светлячок. Возвращение Сиропа», театр «Morph». Постановка Романа Михайлова, Сергей Хомченкова и Эдуардуса Богдановса.
- 2020 — «Сказка про последнего ангела», Театр наций. Постановка Андрея Могучего.
- 2020 — «Антиравинагар», Большой драматический театр. Постановка Романа Михайлова.
- 2020 — «Несолнечный город», Большой драматический театр. Постановка Романа Михайлова.
- 2021 — «Сны моего отца», Российский академический молодежный театр. Постановка Егора Перегудова.
- 2021 — «Ничего этого не будет», Большой драматический театр. Постановка Романа Михайлова.
- 2021 — «Свободный Тибет», Саровский драматический театр. Постановка Антона Морозова.
- 2021 — «По ту сторону ветра», Мастерская Петра Фоменко. Постановка Майи Дороженко.
- 2022 — «Иерусалим», Летучий театр г. Сургут. Постановка Виктора Евдокимова.
- 2022 — «Аленький цветочек», Невидимый театр. Постановка Романа Михайлова.
- 2023 — «Андреева ночь», Челябинский театр драмы. Постановка Сергея Карпова.

### Другая театральная деятельность
Роман Михайлов также с марта 2011-го по 2015-й год был драматургом, со-режиссёром и одним из ведущих актёров и танцоров театра «Morph» (ранее «Студия Pro-Voda»), который был образован в 2006-м году режиссёром и художественным руководителем Сергеем Хомченковым.

### Кинематограф
- 2022 — «Сказка для старых»
- 2023 — «Снег, сестра и росомаха»
- 2023 — «Наследие»
- 2023 — «Отпуск в октябре»[36]
- 2023 — «Поедем с тобой в Макао»[36]
- 2024 — «Надо снимать фильмы о любви»
- 2024 — «Жар-птица»
- 2024 — «Яблоки» (реж. Варвара Маценова, сценарий по мотивам рассказа Романа Михайлова)
- 2025 — «Путешествие на солнце и обратно» (мини-сериал)[a][37][38][39]
- 2025 — «Песни джиннов» (в производстве)

## Признание

### Научная деятельность
- 2005 — лауреат премии и медали Российской академии наук для молодых учёных
- 2006 — лауреат премии Московского математического общества за цикл работ по теории групп и гомологической алгебре.
- 2011 — лауреат стипендии фон Неймана, Принстон, США[40].
- 2016 — профессор Российской академии наук.
- 2016 — приглашённый докладчик 7-го Европейского математического конгресса[41].
- 2022 — приглашённый докладчик Международного конгресса математиков[42]

### Литературная деятельность
- 2017 — длинный список премии «Национальный бестселлер» за роман «Равинагар»[43].
- 2018 — короткий список премии Андрея Белого за роман «Равинагар».
- 2018 — длинный список премии «Национальный бестселлер» за роман «Изнанка крысы».
- 2020 — короткий список премии Андрея Белого за роман «Антиравинагар» и сборник «Ягоды».
- 2021 — длинный список премии Пятигорского за роман «Изнанка крысы»[44].
- 2021 — премия Андрея Белого за роман «Дождись лета и посмотри, что будет»[4].

### Кинематограф
- 2022 — главный приз фестиваля «Дух огня», фильм «Сказка для старых».
- 2023 — главный приз фестиваля «Горький фест», фильм «Наследие».
- 2023 — приз имени Алексея Саморядова за лучший сценарий, фильм «Наследие».
- 2023 — приз «Лучший режиссёр» фестиваля «Восток & Запад. Классика и Авангард», фильм «Наследие».
- 2023 — победитель премии «Диалоги в кино», номинация «Лучшие диалоги в полнометражном фильме», фильм «Снег, сестра и росомаха».
- 2024 — приз федерации киноклубов в рамках Московского международного кинофестиваля, фильм «Надо снимать фильмы о любви».
- 2024 — приз жюри NETPAC, фильм «Надо снимать фильмы о любви».
- 2024 — главный приз «Лучший фильм» фестиваля «Lendoc Film Festival», фильм «Надо снимать фильмы о любви».
- 2024 — приз «Лучший режиссёр» фестиваля «Восток & Запад. Классика и Авангард», фильм «Надо снимать фильмы о любви».

### Комментарии
1. ↑  Сам Роман Михайлов позиционирует произведение не как сериал, а как «фильм, состоящий из 7-ми глав»